# Dunocyathus wallaceae
Dunocyathus wallaceae är en korallart som beskrevs av Stephen D. Cairns 2004. Dunocyathus wallaceae ingår i släktet Dunocyathus och familjen Turbinoliidae. Inga underarter finns listade i Catalogue of Life.